# Aerobic-Weltmeisterschaften 2008
Die X. Aerobic-Weltmeisterschaften fanden vom 22.–27.  April 2008 in der deutschen Stadt Ulm statt. Austragungsort war die Donauhalle. 
Der Deutsche Turner-Bund war zum dritten Mal nach 1999 und 2000 Ausrichter der Weltmeisterschaft. An den Wettkämpfen nahmen 372 Athleten aus 39 Ländern teil. 

## Medaillenspiegel
| Platz | Land                | G | S | B | Gesamt |
| ----- | ------------------- | - | - | - | ------ |
| 1     | Rumänien            | 1 | 2 | 1 | 4      |
| 2     | Frankreich          | 1 | 2 | 0 | 3      |
| 3     | Volksrepublik China | 1 | 1 | 1 | 3      |
| 4     | Brasilien           | 1 | 0 | 1 | 2      |
| 5     | Spanien             | 1 | 0 | 0 | 1      |
| 6     | Neuseeland          | 0 | 0 | 1 | 1      |
|       | Russland            | 0 | 0 | 1 | 1      |